# Fortăreața Königstein
Fortăreața Königstein este cea mai mare cetate din Europa, ea se află situată în Elbsandsteingebirge (Munții Elbei), deasupra localității Königstein (Sächsische Schweiz) pe malul stâng al Elbei în districtul Sächsische Schweiz din landul Sachsen.
Platoul stâncos care se ridică cu 240 de m deasupra Elbei, are o suprafață de 9,5 ha, fortăreața Königstein de pe platou are o vechime de peste 400 de ani, lungimea de 1 800 de m, cu ziduri construite din gresie, ce depășesc înălțimea de 42 m. In zona centrală fortăreței se află o fântână adâncă de 152,5 m, fiind cea mai adâncă fântână din Saxonia și în Europa fiind pe locul doi.